# Monochamus spectabilis
Monochamus spectabilis là một loài bọ cánh cứng trong họ Cerambycidae.